# Amt Wolfisheim

Wappen der Herrschaft Lichtenberg

Wappen der Grafschaft Hanau-Lichtenberg seit 1606

Wappen der Landgrafschaft Hessen-Darmstadt

Das Amt Wolfisheim war ein Amt der Herrschaft Lichtenberg, ab 1480 der Grafschaft Hanau-Lichtenberg, von der es 1736 an die Landgrafschaft Hessen-Darmstadt überging.

## Geschichte
Die innere Amtsorganisation der Herrschaft Lichtenberg entstand am Ende des 13. Jahrhunderts. Anna von Lichtenberg (* 1442; † 1474), eine der beiden Erbtöchter Ludwigs V. von Lichtenberg (* 1417; † 1474) heiratete 1458 den Grafen Philipp I. den Älteren von Hanau-Babenhausen (* 1417; † 1480), der eine kleine Sekundogenitur aus dem Bestand der Grafschaft Hanau erhalten hatte, um heiraten zu können. Durch die Heirat entstand die Grafschaft Hanau-Lichtenberg. Nach dem Tod des letzten Lichtenbergers, Jakob von Lichtenberg, eines Onkels von Anna, erhielt Philipp I. d. Ä. 1480 die Hälfte der Herrschaft Lichtenberg, darunter auch das kleine Amt Wolfisheim.
Mit der Reunionspolitik Frankreichs unter König Ludwig XIV. kam das Amt Wolfisheim unter französische Oberhoheit. Nach dem Tod des letzten Hanauer Grafen, Johann Reinhard III. 1736, fiel das Erbe – und damit auch das Amt Wolfisheim – an den Sohn seiner einzigen Tochter, Charlotte, den Erbprinzen und späteren Landgrafen Ludwig (IX.) von Hessen-Darmstadt. Mit dem durch die Französische Revolution begonnenen Umbruch wurde das Amt Wolfisheim Bestandteil Frankreichs und in den folgenden Verwaltungsreformen aufgelöst.
Nach einer Zählung vom Mai 1798 hatte das Amt 3.112 Einwohner.

## Bestandteile

### Zugehörige Orte
| Ort                                                  | Herkunft                                                                       | Recht                         | Anmerkung |
| ---------------------------------------------------- | ------------------------------------------------------------------------------ | ----------------------------- | --- |
| Bolsenheim (Burg)                                    |                                                                                |                               | Erst in hessen-darmstädtischer Zeit als Bestand des Amtes belegt.                                                                                    |
| Ehnwihr (Ehenweier)                                  | Gekauft von den Landgrafen im Elsass?                                          | Lehen an die von Ratsamhausen | Da insgesamt als Lehen vergeben, verblieb bei Hanau-Lichtenberg nur die Lehensoberhoheit, so dass die Burg nur formal oder gar nicht zum Amt zählte. |
| Eschau                                               | Gekauft von den Landgrafen im Elsass?                                          | Lehen an die von Ratsamhausen | Da Dorf und Vogtei insgesamt als Lehen vergeben, verblieb bei Hanau-Lichtenberg nur die Lehensoberhoheit, so dass der Ort nur formal zum Amt zählte. |
| Fegersheim                                           |                                                                                |                               | |
| Hangenbieten (Dorf und Mühle)                        |                                                                                | Allod                         | An die Beger von Geispolsheim verliehen, so dass der Ort nur formal zum Amt zählte.                                                                  |
| Schloss Knebelsburg                                  |                                                                                |                               | |
| Muttersholtz (Muttersholz, Müttersholz, Mintersholz) | Gekauft von den Landgrafen im Elsass?                                          | Lehen an die von Ratsamhausen | Da Dorf und Vogtei insgesamt als Lehen vergeben, verblieb bei Hanau-Lichtenberg nur die Lehensoberhoheit, so dass der Ort nur formal zum Amt zählte. |
| Ohnenheim                                            |                                                                                |                               | |
| Thaff Zell                                           |                                                                                |                               | |
| Treipertsweiher                                      |                                                                                |                               | |
| Wiebolsheim                                          |                                                                                |                               | Lag vermutlich im Bereich von Eschau |
| Wolfisheim (Ort, Schloss und Mühle)                  | In Lichtenberger Besitz nachgewiesen seit 1271, endgültig an Lichtenberg 1463. | Lehen des Bischofs von Metz   | |

### Sonstige Bestandteile
- Rechte in Achenheim[32]
- Abgaben aus Breuschwickersheim[33], als Lehen des Bischofs von Straßburg.[34]
- Rechte in Ergersheim[35]
- Dinghof zu Osthofen[36], der aus dem Marschalktum Hüneburg, einem Lehen des Bischofs von Straßburg, stammte und an die von Matzenheim weiter verliehen war.[37]